# Team Jayco-AIS
Il Team Jayco-AIS, già SouthAustralia.com, era una squadra australiana di ciclismo su strada maschile attiva dal 2006 al 2012. Nelle sette stagioni di attività ebbe licenza di UCI Continental Team, terza categoria del ciclismo mondiale.
Il team, associato alla sezione dell'Australia Meridionale dell'Australian Institute of Sport, era costituito da ciclisti Under-23 allo scopo di partecipare alle gare di categoria della stagione europea. Lo sponsor principale era Jayco Australia, azienda produttrice di autocaravan e roulotte.

## Cronistoria

### Annuario
| Anno | Codice  | Nome                                    | Cat. | Biciclette | Dirigenza |
| ---- | ------- | --------------------------------------- | ---- | ---------- | --- |
| 2006 | SAI     | SouthAustralia.com-AIS                  | CT   | Bianchi    | Manager: Shayne Bannan Dir. sportivi: Brian Stephens, Kevin Tabotta                                                           |
| 2007 | SAI     | SouthAustralia.com-AIS                  | CT   | Teschner   | Manager: Shayne Bannan Dir. sportivi: Brian Stephens, Kevin Tabotta                                                           |
| 2008 | SAI     | SouthAustralia.com-AIS                  | CT   | Teschner   | Manager: Shayne Bannan Dir. sportivi: Brian Stephens, David McPartland, Kevin Tabotta                                         |
| 2009 | AIS JAS | Team AIS Team Jayco-AIS (dal 1º luglio) | CT   | Bianchi    | Manager: Kevin Tabotta Dir. sportivi: Brian Stephens, Shayne Bannan, Ian McKenzie, David McPartland, James Victor             |
| 2010 | JAS     | Team Jayco-Skins                        | CT   | Bianchi    | Manager: Shayne Bannan Dir. sportivi: James Victor, David McPartland, Brian Stephens                                          |
| 2011 | JAI     | Team Jayco-AIS                          | CT   | Scott      | Manager: Kevin Tabotta Dir. sportivi: James Victor, Gene Bates, Ian McKenzie, David McPartland, William Walker, Matthew White |
| 2012 | JAI     | Team Jayco-AIS                          | CT   | Scott      | Manager: Kevin Tabotta Dir. sportivi: James Victor, Ian McKenzie, Brian Stephens                                              |

### Classifiche UCI
| Anno | Classifica | Pos. | Migliore cl. individuale |
| ---- | ---------- | ---- | ------------------------ |
| 2006 | Oceania T. | 2º   | Wesley Sulzberger (7º)   |
| 2007 | Oceania T. | 3º   | Wesley Sulzberger (5º)   |
| 2008 | Asia T.    | 13º  |                          |
| 2008 | Oceania T. | 1º   | Travis Meyer (2º)        |
| 2009 | Europe T.  | 61º  | Jack Bobridge (153º)     |
| 2009 | Oceania T. | 16º  | Michael Matthews (39º)   |
| 2010 | Asia T.    | 16º  | Michael Matthews (19º)   |
| 2010 | Europe T.  | 53º  | Michael Matthews (99º)   |
| 2010 | Oceania T. | 1º   | Michael Matthews (1º)    |
| 2011 | Europe T.  | 40º  | Luke Durbridge (145º)    |
| 2011 | Oceania T. | 1º   | Richard Lang (1º)        |
| 2012 | Europe T.  | 24º  | Rohan Dennis (42º)       |
| 2012 | Oceania T. | 1º   | Nick Aitken (2º)         |

## Palmarès

### Campionati nazionali
Strada
- Campionati australiani: 9

In linea Under-23: 2007 (Sulzberger); 2008 (Clarke); 2009 (Bobridge); 2010 (Hepburn); 2011 (Durbridge)
Cronometro Under-23: 2006 (Higgerson); 2007 (Dempster); 2009 (Bobridge); 2010 (Dennis)
Mountain bike
- Campionati australiani: 1

Cross country: 2007 (Shaun Lewis)
Pista
- Campionati australiani: 12

Americana: 2006 (Simon Clarke; Miles Holman)
Corsa a punti: 2006 (Miles Holman); 2009 (Glenn O'Shea)
Inseguimento a squadre: 2006 (Goss); 2007 (Dempster, Finning, Ford); 2009 (Freiberg, Meyer); 2010 (Dennis)
Inseguimento individuale: 2008 (Mark Jamieson); 2009 (Jack Bobridge)
Omnium: 2010 (Michael Hepburn)
Scratch Under-23: 2007 (Zakkari Dempster); 2009 (Glenn O'Shea)